# وینس فاستر
وینس فاستر (انگلیسی: Vince Foster؛ ‏ ۱۵ ژانویهٔ ۱۹۴۵ – ۲۰ ژوئیهٔ ۱۹۹۳) یک وکیل آمریکایی بود که در شش ماه اول دوران ریاست‌جمهوری بیل کلینتون به عنوان معاون مشاور کاخ سفید خدمت کرد.
فاستر پیش از این شغل، وکیلی در مؤسسه حقوقی رُز در لیتل راک بود، جایی که مطابق گزارش روزنامه واشینگتن پست، به «اوج اعتبار حقوقی آرکانزاس» رسید. در کاخ سفید، او از کار در سیاست راضی نبود و دچار افسردگی شد. در ژوئیه ۱۹۹۳، بدن بی‌جان او در اثر شلیک گلوله در پارک فورت مارسی پیدا شد. پنج تحقیق رسمی دولتی مرگ او را خودکشی اعلام کردند، اما چندین نظریه توطئه هم به وجود آمد.

## کودکی و تحصیلات
فاستر در ۱۵ ژانویه ۱۹۴۵ در هوپ به دنیا آمد. پدرش، وینسنت دبلیو. فاستر سینیور، یک سازندهٔ موفق املاک و مستغلات بود و مادرش آلیس می فاستر (۱۹۱۴–۲۰۱۲) نام داشت. فاستر دو خواهر به نام‌های شیلا و شارون داشت.
وینسنت از دوران کودکی دوست بیل کلینتون بود که آن زمان به نام بیلی بلایث شناخته می‌شد. کلینتون یک سال و نیم از فاستر کوچکتر بود و در خانه‌ای مجاور خانه فاستر سکونت داشت، خانه‌ای که به همراه پدر بزرگ و مادر بزرگش در آن زندگی می‌کرد و مادرش بیشتر وقت‌ها به‌دلیل تحصیل در رشتهٔ پرستاری از آنها دور بود. کلینتون بعدها به‌یاد می‌آورد: «من با پدر بزرگ و مادر بزرگم در یک خانه ساده زندگی می‌کردم که درست روبه‌روی خانه بزرگ و سفید آجر وینس فاستر بود.» در خاطرهٔ دیگری، کلینتون اشاره کرد که فاستر «با من مهربان بود و هیچ‌گاه مانند بسیاری از پسران بزرگتر با پسران کوچکتر رفتار سلطه‌جویانه نداشت.» دوست کودکی دیگر او، مک مک‌لارتی بود، که روزی به مقام رئیس دفتر رئیس‌جمهور ایالات متحده آمریکا رسید. در سال ۱۹۵۰، مادر کلینتون دوباره ازدواج کرد و آنها به بخشی دیگر از هوپ نقل مکان کردند. طبق برخی گزارش‌ها، فاستر و کلینتون در کنار هم در «مدرسه ماری پورکینز برای کودکان کوچک» تحصیل کردند که یک مهدکودک خصوصی بود، هرچند فاستر یک سال زودتر از کلینتون وارد مدرسه شد. سپس، حوالی اواخر سال ۱۹۵۲، خانواده کلینتون به هات اسپرینگز نقل مکان کردند. با این حال، کلینتون در تعطیلات تابستانی، آخر هفته‌ها و تعطیلات به هوپ بازمی‌گشت و ارتباط خود را با مردم آنجا حفظ می‌کرد.
فاستر در تحصیل و ورزش سرآمد بود. در دبیرستان هوپ، او به ریاست شورای دانش‌آموزی انتخاب شد و مک‌لارتی به عنوان معاون او خدمت کرد. او در سال ۱۹۶۳ از دبیرستان هوپ فارغ‌التحصیل شد.
فاستر وارد کالج دیویدسن شد و در سال ۱۹۶۷ با مدرک لیسانس روان‌شناسی فارغ‌التحصیل شد. پدرش می‌خواست او به کسب‌وکار املاک خانواده بپیوندد، اما او تصمیم گرفت به دانشکده حقوق برود.
بعد از شروع تحصیل در دانشکده حقوق دانشگاه واندربیلت، او در اوج جنگ ویتنام به منظور اجتناب از خدمت نظام وظیفه، به گارد ملی آرکانزاس پیوست. برای نزدیکی به مسئولیت‌های گارد خود، او به دانشکده حقوق دانشگاه آرکانزاس در فایتویل منتقل شد و در آنجا به عنوان مدیر اجرایی مجله حقوقی فعالیت می‌کرد. او در سال ۱۹۷۱ با مدرک دکترای حقوق فارغ‌التحصیل شد و در میان همکلاسی‌هایش رتبه نخست را به‌دست‌آورد. او در «آزمون وکالت» ایالت آرکانزاس نیز بالاترین نمره را کسب کرد.

## ازدواج و خانواده
فاستر در سال دوم تحصیل خود در دانشگاه دیویدسون با الیزابت بریدن، که به لیسا شناخته می‌شد، آشنا شد. او دختر یک کارگزار بیمه از نشویل بود و در کالج سوئیت برایر تحصیل می‌کرد. آنها در تاریخ ۲۰ آوریل ۱۹۶۸ در کلیسای کاتولیک سنت هنری در نشویل ازدواج کردند و با هم، سه فرزند به نام‌های وینسنت سوم، لورا و جان داشتند.

## حرفه

### وکالت در آرکانزاس
در سال ۱۹۷۱، فاستر به مؤسسه حقوقی رُز در لیتل راک پیوست و در سال ۱۹۷۴ یکی از شرکای این دفتر حقوقی شد، یعنی یکی از ۹ وکیل مؤسس در این دفتر در آن زمان. او ریاست کمیته‌ای از انجمن وکلای آرکانزاس را بر عهده داشت که به امور کمک‌های حقوقی نظارت می‌کرد و در این سمت با هیلاری رودهم، که در آن زمان کارمند کلینیک کمک‌های حقوقی بود، همکاری کرد تا یک شرط اندازه‌گیری غیرمنطقی برای مشتریان فقیر را از میان بردارد. فاستر سپس ابتکار عمل را در استخدام رودهم در دفتر حقوقی رز به‌دست گرفت، جایی که او به اولین زن همکار این دفتر تبدیل شد (و بعدها اولین زن شریک آن شد). فاستر و شریک دیگرش، وبستر هابِل، نقشی اساسی در غلبه بر تردید سایر شرکا برای استخدام یک زن ایفا کردند. این استخدام پس از آن صورت گرفت که بیل کلینتون به عنوان دادستان کل آرکانزاس انتخاب شد و این امر باعث شد که کلینتون و هیلاری از فایتویل به لیتل راک منتقل شوند. فاستر و رودهم در چندین پرونده با هم همکاری کردند. همچنین، با پیشرفت شغلی سیاسی بیل کلینتون، فاستر از او حمایت کرد. آنها همچنین دوستان شخصی بودند و فاستر کسی بود که به دختر آنها، چلسی کلینتون، شنا کردن آموخت.

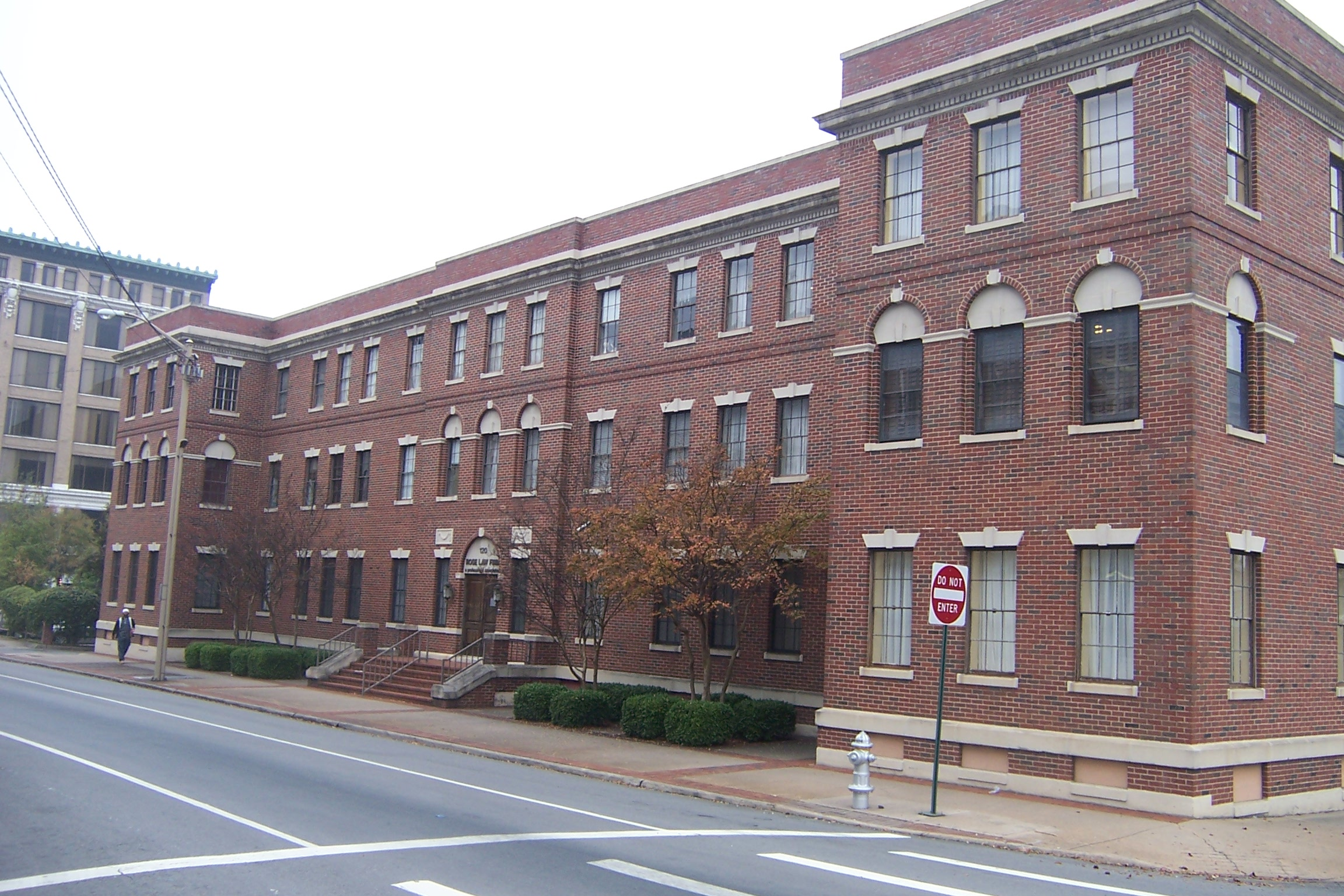
مؤسسهٔ حقوقی رُز در لیتل راک، جایی که فاستر دو دهه در آن کار کرد.

فاستر بیشتر در زمینه حقوق شرکا فعالیت می‌کرد و در نهایت سالانه نزدیک به ۳۰۰٬۰۰۰ دلار در سال درآمد کسب کرد. او به خاطر آمادگی گسترده‌ای که برای پرونده‌ها داشت، از جمله ایجاد درخت‌های تصمیم‌گیری، شهرت پیدا کرده بود. فاستر به عنوان یکی از بهترین وکلای دادگاه در آرکانزاس شناخته می‌شد. در خاطرات هیلاری رودهم کلینتون، او فاستر را «یکی از بهترین وکلا» که تاکنون شناخته، توصیف کرده است و سبک و محتوای کار او را با بازی گریگوری پک در نقش آتیکوس فینچ در فیلم کلاسیک ۱۹۶۲ کشتن مرغ مقلد مقایسه کرده است. در خاطرات بیل کلینتون، او فاستر را «مردی بلندقد، خوش‌چهره، دانا و خوب» توصیف کرده است. نویسنده آمریکایی کارل برنستین، فاستر را به عنوان «بلندقد، با آداب و رفتار بی‌نقص و ظاهری رسمی … شیک در کت و شلوارهای مناسب و با صدا و لحنی ملایم تا حد سکوت» توصیف کرده است. نویسنده دن مولدیا او را «وکیل 'قادر به انجام مکار' که بهترین عملکرد را تحت فشار داشت» توصیف کرده است. فیلیپ کارول، وکیل ارشد دفتر حقوقی رُز، یک بار در مورد فاستر گفته بود: «او ایده‌آل من از یک وکیل جوان بود.» نشریه کانون وکلای آمریکا گزارش داد که فاستر «به‌عنوان روح دفتر حقوقی شناخته شده بود.»
فاستر به نظر می‌رسید که موفقیت بزرگی را در دفتر حقوقی رُز تجربه کرده است؛ یکی از شرکا بعداً گفته بود: «هرگز یک شکست حرفه‌ای ندیدم. هیچ وقت. حتی یک شکست کوچک.» در دوران حضور او، این دفتر پنج برابر بزرگ‌تر شد. انجمن وکلای آرکانزاس جوایز متعددی به او اهدا کرد و در ژوئن ۱۹۹۳ او را به عنوان وکیل برجسته سال معرفی کرد. نام او همچنین در کتاب «بهترین وکلا در آمریکا» ثبت شد. همسرش، لیسا، او را فردی می‌دانست که برای پیروزی بسیار تلاش می‌کرد، شبانه‌روز برای آمادگی پرونده‌های بزرگ بیدار می‌ماند و همیشه احساس می‌کرد که در نهایت پرونده را می‌بازد، هرچند که به ندرت چنین می‌شد؛ او بعدها این رفتار را نشانه‌ای از افسردگی می‌دید.
تا سال ۱۹۹۲، وینس فاستر به گفته روزنامه واشینگتن پست، در «اوج جایگاه حقوقی آرکانزاس» قرار داشت. او همچنین شخصیت موفق شناخته‌شده‌ای در جامعه لیتل راک بود و به عنوان رئیس هیئت مدیره تئاتر رپرتوار آرکانزاس و عضو باشگاه خصوصی ویژهٔ لیتل راک فعالیت می‌کرد.

### مشاور حقوقی کاخ سفید
پس از پیروزی کلینتون در انتخابات ریاست‌جمهوری ایالات متحده آمریکا (۱۹۹۲)، فاستر به تیم انتقال قدرت ریاست‌جمهوری کلینتون پیوست. زمانی که کلینتون سوگند یاد کرد، فاستر در اوایل سال ۱۹۹۳ به عنوان معاون مشاور حقوقی کاخ سفید به تیم او ملحق شد. این در حالی بود که فاستر در ابتدا تمایلی به ترک زندگی‌اش در لیتل راک و آمدن به واشینگتن نداشت. او در آنجا زیر نظر مشاور حقوقی کاخ سفید، برنارد دبلیو. نوسبام کار می‌کرد، هرچند نوسبام زوج خودشان را «شریک‌های ارشد هم‌سطح» می‌دانست. دو تن از دیگر همکارانش در مؤسسه حقوقی رُز نیز به او پیوستند: ویلیام اچ. کندی سوم که به عنوان مشاور حقوقی همراه او خدمت می‌کرد و وبستر هابل که معاون دادستان کل ایالات متحده آمریکا شد. محل اقامت فاستر خانه‌ای اجاره‌ای و کوچک در محله جورج‌تاون بود.
فاستر در سازگاری با زندگی و سیاست در واشینگتن دی.سی. با مشکل مواجه شد. برخلاف برخی دیگر از چهره‌های مرتبط با کلینتون، او هیچ تجربه‌ای در زمینه کمپین‌ها یا سیاست‌های انتخاباتی نداشت. همسر و کوچک‌ترین پسرش با او نبودند و در آرکانزاس مانده بودند تا پسرش بتواند سال آخر دبیرستان خود را در دبیرستان کاتولیک لیتل راک به پایان برساند. نقش اولیه او بررسی صلاحیت افراد برای تصدی سمت‌های دولتی بود. یکی از افرادی که تحت بررسی صلاحیت قرار گرفته بود بعدها گفت: «برایم عجیب بود که چرا کسی که قرار است معاون مشاور حقوقی شود از من مصاحبه می‌گیرد. انگار وظیفه‌اش این بود که بفهمد چقدر صادق هستم و چقدر خودخواهی دارم. این نشانه‌ای بود از میزان اعتمادی که کلینتون‌ها به او داشتند.» اما فاستر متوجه شد که درگیر بودن در روند بررسی صلاحیت‌ها باعث افسردگی و اضطرابش شده است. به‌ویژه، خودش را مسئول شکست نامزدی زوئی برد می‌دانست؛ او معتقد بود که برد در پیروی از توصیه وکیلش دربارهٔ پرداخت مالیات مربوط به کارکنان خانگی درست عمل کرده، اما نتوانسته بود واکنش سیاسی شدید نسبت به این موضوع را پیش‌بینی کند؛ این مسئله به «پرونده پرستار بچه» (ننی‌گیت) مشهور شد و آغاز کار دولت را لکه‌دار کرد. نامزدی ناموفق کیمبا وود و لنی گینییر نیز زیر نظر فاستر بود. او مجبور شد از عضویت در باشگاه کانتری کلاب لیتل راک استعفا دهد، زمانی که عضویت کاملاً سفیدپوستانه آن به مسئله‌ای سیاسی برای دیگر افراد دولت تبدیل شد.
به عنوان معاون مشاور حقوقی، فاستر در امور متعددی دخیل بود، از جمله تهیه فرمان‌های اجرایی، تحلیل تأثیرات حقوقی سیاست‌های مختلف، بررسی معاهدات بین‌المللی، بررسی پیامدهای مجوزهای استفاده از نیروی نظامی، و تأیید هزینه‌ها در درون کاخ سفید. فاستر روی انتقال دارایی‌های مالی کلینتون‌ها به یک سرمایه‌گذاری کور نیز کار می‌کرد.
او مدارک مربوط به شرکت مادیسون گارانتی و شرکت توسعه صنعتی کلینتون‌ها را رسیدگی می‌کرد و همچنین چند اظهارنامه مالیاتی مربوط به مجادله وایتواتر را نیز بررسی کرد. او روزانه دوازده ساعت و شش یا هفت روز در هفته کار می‌کرد، و با آن‌که از ابتدا لاغر بود، شروع به کاهش وزن کرد.
در ۸ مه ۱۹۹۳، فاستر در مراسم فارغ‌التحصیلی دانشکده حقوق دانشگاه آرکانزاس، محل تحصیل خود، سخنرانی کرد و گفت:
شهرتی که برای صداقت فکری و اخلاقی پیدا می‌کنید، بزرگ‌ترین دارایی یا بدترین دشمن‌تان خواهد بود. شما بر اساس قضاوت‌تان، قضاوت خواهید شد. … هر دادخواست، هر لایحه، هر قرارداد، هر نامه، هر کار روزانه را طوری انجام دهید که انگار آینده حرفه‌ای‌تان بر آن سنجیده خواهد شد … هیچ پیروزی، هیچ مزیت، هیچ دستمزد، هیچ لطفی ارزش حتی خدشه‌ای بر شهرت شما برای عقلانیت و صداقت را ندارد. … آسیب به اعتبار و آبرو در حرفه حقوق، غیرقابل جبران است.
یکی از اعضای هیئت‌علمی که به این سخنرانی گوش داده بود، به یکی دیگر گفته بود: «غم‌انگیزترین سخنرانی فارغ‌التحصیلی بود که تا به حال شنیده‌ام، هم از نظر محتوا و هم از نظر لحن.» یکی از دوستان فاستر گفته است: «ببین، این دیوانه‌کننده‌ست، نه؟ یه ضربه بخوری و دیگه نشه درستش کرد؟ توی واشینگتن، آدم مدام ضربه می‌خوره. بیست‌تا ضربه می‌خوری و میری تعمیرگاه. ولی ظاهراً وینس نمی‌تونست اینو ببینه.»

## افسردگی و مرگ

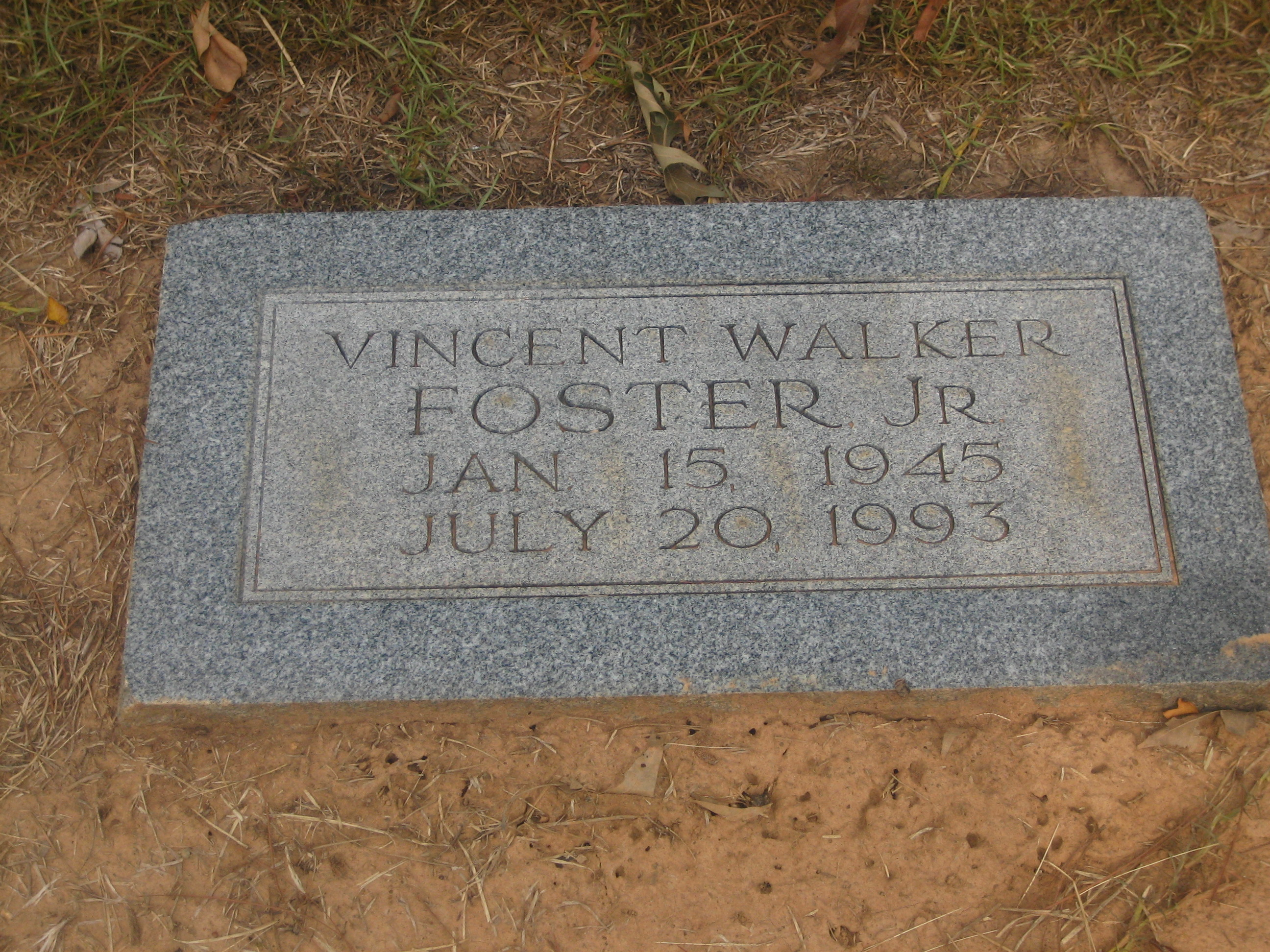
مزار وینس فاستر در گورستان مموری گاردنز، در زادگاهش هوپ

چهار روز پس از سخنرانی جشن فارغ‌التحصیلی، جنجال مربوط به دفتر مسافرت‌های کاخ سفید آغاز شد. فاستر در ژوئن و ژوئیه ۱۹۹۳ هدف چندین سرمقاله انتقادی در روزنامه وال‌استریت ژورنال قرار گرفت، با عنوان‌هایی مانند «وینسنت فاستر کیست؟» او به شدت از مسئله دفتر سفر و احتمال برگزاری جلسه استماع کنگره که ممکن بود برای ادای شهادت احضار شود ناراحت بود. او از قرار گرفتن در کانون توجه عموم بیزار بود و همچنان دچار کاهش وزن و بی‌خوابی بود و به ترک سمتش فکر می‌کرد اما از تحقیر شخصی در صورت بازگشت به آرکانزاس می‌ترسید.
وی درگیر افسردگی بود که پس از مرگش آن را اختلال افسردگی عمده تشخیص دادند. پزشک او در آرکانزاس، به صورت تلفنی داروی ضدافسردگی ترازودون را برایش تجویز کرد، با دوزهای اولیه پایین. روز بعد، جسد فاستر در پارک فدرال فورت مارسی در ایالت ویرجینیا پیدا شد. او هنگام مرگ ۴۸ سال داشت. کالبدشکافی نشان داد که از طریق شلیک گلوله به دهان کشته شده و هیچ زخم گلولهٔ دیگری روی بدنش وجود نداشت.
یک پیش‌نویس استعفانامه، پاره‌شده به ۲۷ تکه، در کیف‌دستی او پیدا شد. در این نامه فهرستی از گلایه‌ها آمده بود، از جمله: «سردبیران وال استریت ژورنال بدون هیچ پیامدی دروغ می‌گویند» و نوشته بود: «من برای این شغل یا قرار گرفتن در کانون توجه عمومی در واشینگتن ساخته نشده‌ام. اینجا خراب کردن آدم‌ها نوعی تفریح محسوب می‌شود.»
مراسم خاکسپاری و آمُرزش‌خوانی او در کلیسای جامع سنت اندرو در لیتل راک برگزار شد. بیل کلینتون در مراسم یادبود سخنرانی کرد و خاطرات دوران کودکی مشترک‌شان را یادآور شد و خطی از ترانه «ترانه‌ای برای تو» از لیون راسل را نقل کرد: «دوستت دارم در جایی که نه مکان دارد و نه زمان.»
فاستر در گورستان مموری گاردنز در زادگاهش هوپ به خاک سپرده شد. از او همسر و سه فرزند به جا ماند.

### تحقیقات بعدی
پنج تحقیق رسمی یا دولتی دربارهٔ مرگ فاستر، همگی به این نتیجه رسیدند که او خودکشی کرده است.
- نخستین تحقیق توسط پلیس پارک‌های ایالات متحده آمریکا که مرگ در حوزه قضایی آن‌ها رخ داده بود، در سال ۱۹۹۳ انجام شد.[۲۹] به دلیل سمت فاستر در کاخ سفید، اداره تحقیقات فدرال (اف‌بی‌آی) نیز به همراه چند نهاد فدرال و ایالتی دیگر در این تحقیق همکاری داشتند.[۲۹] نتیجه این تحقیق در قالب گزارشی مشترک از وزارت دادگستری، اف‌بی‌آی و پلیس پارک‌ها در ۱۰ اوت ۱۹۹۳ منتشر شد و در آن آمده بود: «شرایط صحنه، یافته‌های پزشکی قانونی و اطلاعات گردآوری‌شده به‌روشنی نشان می‌دهند که آقای فاستر خودکشی کرده است.»[۲۹]
- تحقیقات یک پزشکی قانونی و مشاور مستقل رابرت بی. فیسک نیز در گزارشی ۵۸ صفحه‌ای که در ۳۰ ژوئن ۱۹۹۴ منتشر شد، به این نتیجه رسیدند که مرگ فاستر خودکشی بوده است.[۱۸] این گزارش از منابع اف‌بی‌آی استفاده کرده و دیدگاه‌های چند آسیب‌شناس مجرب را دربر می‌گرفت؛ نتیجه‌گیری آن چنین بود: «شواهد موجود با وزنی قاطع، ما را به این نتیجه می‌رساند … که وینسنت فاستر در ۲۰ ژوئیه ۱۹۹۳ در پارک فورت مارسی خودکشی کرده است.»[۲۹]
- دو تحقیق جداگانه توسط کنگره ایالات متحده آمریکا نیز به این نتیجه رسیدند که فاستر خودکشی کرده است:[۱۸] یکی توسط ویلیام اف. کلینگر جونیور، نماینده جمهوری‌خواه پنسیلوانیا و عضو ارشد کمیته اصلاحات دولتی و نظارت مجلس نمایندگان ایالات متحده آمریکا، که یافته‌های خود را در ۱۲ اوت ۱۹۹۴ منتشر کرد.[۲۹] دیگری توسط کمیته بانکی، مسکن و امور شهری سنا انجام شد که در آن هم اکثریت دموکرات و هم اقلیت جمهوری‌خواه به نتیجه یکسانی رسیدند؛ گزارش‌های آنان در ۳ ژانویه ۱۹۹۵ منتشر شد.[۲۹] با این حال، نظریه‌های مربوط به سرپوش‌گذاری ادامه یافتند، برخی از آن‌ها توسط پروژه آرکانزاس ترویج داده شدند.[۳۰][۳۱]
- پس از سه سال تحقیق، مشاور مستقل مجادله وایتواتر، کن استار، در ۱۰ اکتبر ۱۹۹۷ گزارشی منتشر کرد که در آن نیز نتیجه گرفته شده بود که مرگ فاستر خودکشی بوده است.[۳۱][۱۸][۳۲] در واکنش، شیلا فاستر آنتونی، خواهر وینس فاستر، گفت که با یافته‌های کِن استار موافق است، اما از طولانی شدن روند تحقیق انتقاد کرد، چرا که همین امر به «نظریه‌های توطئه مضحک که توسط افراد با انگیزه‌های مالی یا سیاسی مطرح شده بود» دامن زد.[۳۲] گنجاندن مرگ فاستر در تحقیقات استار و طولانی شدن آن، تا حدی به دلیل نقش برت کاوانا، مشاور همکار کِن استار بود.[۳۳] نقش کاوانا در این موضوع دو دهه بعد، در جریان روند نامزدی او برای دیوان عالی ایالات متحده، به مسئله‌ای بحث‌برانگیز تبدیل شد.[۳۴][۳۱]
- در سال ۲۰۰۴، دیوان عالی ایالات متحده آمریکا به اتفاق آرا در پرونده «دفتر ملی بایگانی و مدارک آمریکا در برابر فاویش» حکم داد که تصاویر صحنه و کالبدشکافی نباید منتشر شوند.[۳۵]

## میراث
مرگ فاستر، که تنها شش ماه پس از آغاز دولت جدید رخ داد، به باور برخی، به خوش‌بینی و بی‌گناهی باقی‌مانده کارکنان کاخ سفید پایان داد. مَک مک‌لارتی، رئیس دفتر کاخ سفید و دوست دوران کودکی او، گفت: «این ضربه عمیقی بود. بدون تردید تأثیر فوق‌العاده‌ای داشت.» نوسبام حدس زد که اگر فاستر زنده مانده بود، ممکن بود در برابر درخواست‌ها برای انتصاب مشاوران مستقل مقاومت کند و بسیاری از تحقیقات که ذیل عنوان وایت‌واتر دولت آمریکا و بیل کلینتون را تا پایان ریاست‌جمهوری‌اش درگیر کرد، اصلاً اتفاق نمی‌افتاد.  اما با آن‌که چنین نشد، نحوه برخورد مگی ویلیامز، رئیس دفتر هیلاری کلینتون، با پرونده‌ها و اسناد فاستر بلافاصله پس از مرگ او، خود به مسئله‌ای برای تحقیقات گسترده بدل شد.
سال‌ها بعد، بیل کلینتون خشم پایدار خود نسبت به شایعات و نظریه‌های مربوط به فاستر را ابراز کرد و در حالی که مشت خود را گره کرده بود گفت: «خیلی از مجری‌های برنامه‌های رادیویی جناح راست رو شنیدم … و همه اون مزخرفاتی که گفتند. براشون مهم نبود که اون خودش رو کشته، یا خانواده‌اش در عذاب بودن، یا اینکه ممکنه دل دوستان و خانواده‌اش رو بشکنن. فقط یه سلاح دیگه بود برای کوبیدن ما، برای انسان‌زدایی از ما.»
مرگ فاستر همچنین بر مؤسسه حقوقی رُز تأثیر گذاشت، چرا که بسیاری در آن مؤسسه انتظار داشتند فاستر پس از بازگشت از واشینگتن، رهبری آن را بر عهده بگیرد. یکی از شرکا بعدها گفت: «در جلسات شرکا، اغلب موضع‌گیریِ آشکار نمی‌کرد … اما وقتی می‌کرد، تقریباً همیشه نظر مؤسسه را تغییر می‌داد. وقتی به واشینگتن رفت، اینجا همه آشکارا از خلأ عاطفی صحبت می‌کردند.» همکارانش حدس می‌زدند که شاید روزی رئیس انجمن وکلای ایالتی شود یا برای قضاوت فدرال انتخاب گردد.
از سال ۱۹۹۳، جایزه «وینس فاستر جونیور برای وکیل برجسته» سالانه توسط انجمن وکلای شهرستان پلاسکی به اعضایی اهدا می‌شود که در خدمت به انجمن و پیشبرد حرفه وکالت نقش داشته‌اند. یک کرسی وقف‌شده در دانشکده حقوق دانشگاه آرکانزاس نیز به نام او تأسیس شد با عنوان «کرسی استادی وینسنت فاستر در اخلاق حقوقی و مسئولیت حرفه‌ای». در سال ۲۰۱۵، دارنده این کرسی، هاوارد دبلیو. بریل، به عنوان رئیس دیوان عالی ایالت آرکانزاس منصوب شد.